# Frechinia criddlealis
Frechinia criddlealis är en fjärilsart som beskrevs av Munroe 1951. Frechinia criddlealis ingår i släktet Frechinia och familjen Crambidae. Inga underarter finns listade i Catalogue of Life.